# Thomas Reddy
Thomas Reddy (ur. 23 lipca 1929, zm. 27 maja 1992 w Dublinie) – irlandzki pięściarz. Reprezentant kraju podczas igrzysk olimpijskich w 1952 w Helsinkach. 
Na igrzyskach w Helsinkach wystąpił w turnieju wagi piórkowej. W pierwszej rundzie przegrał Stevanem Redlim z Jugosławii.
Jego brat Ando wystąpił w turnieju bokserskim na igrzyskach olimpijskich w 1952 i 1960.